# Ranavav
Ranavav è una suddivisione dell'India, classificata come municipality, di 24.202 abitanti, situata nel distretto di Porbandar, nello stato federato del Gujarat. In base al numero di abitanti la città rientra nella classe III (da 20.000 a 49.999 persone).

## Geografia fisica
La città è situata a 21° 40' 60 N e 69° 45' 0 E e ha un'altitudine di 39 m s.l.m..

## Società

### Evoluzione demografica
Al censimento del 2001 la popolazione di Ranavav assommava a 24.202 persone, delle quali 12.413 maschi e 11.789 femmine. I bambini di età inferiore o uguale ai sei anni assommavano a 3.586, dei quali 1.766 maschi e 1.820 femmine. Infine, coloro che erano in grado di saper almeno leggere e scrivere erano 15.206, dei quali 8.722 maschi e 6.484 femmine.